# 世界史 (科目)
世界史（せかいし、英: world history）は、多くの国の学校教育で教えられている内容であり、また設置されている科目である。世界の歴史について学ぶ。
この記事では学校教育で教えられている「世界史」全般について解説する。その中で単独の「科目」として教えられている「世界史」についても解説する。

## イギリス
イギリスでは小学校の段階から少しずつ教え始める。
小学校第3学年から第6学年にかけて。
まずは自国とも関連のあるところから世界史を学んでゆく。なお、第二次世界大戦についても小学校の段階から教える。
- 石器時代[1]
- 古代ローマ帝国[1]
- アングロ・サクソン人とスコットランド人[1]
- ヴァイキング[1]
- 1066年以降のできごと、たとえば第二次世界大戦など[1]。

- 古代ギリシア[1]
- 古代エジプト、あるいは古代中国の殷、あるいはインダス文明[1]
- マヤ文明あるいはイスラーム文明あるいは（アフリカの）ベナン（900年 - 1300年ころ）[1]

上で○○あるいは△△あるいは...と書いたように、一部は選択肢から選ぶ部分もあり、どれを選ぶかは各学校ごとの判断である。
また多くの学校が「history day」（歴史の日）という日も設定していて、その日は特に歴史を学ぶ日である。たとえば学校の教師の説明を聴くだけでなく、学校の外からも歴史について説明できる人を招いて話を聴く。（たとえば、「インターネットが登場する前の世界」がどのようなものだったについて、学校の外から人を招いて話を聴く。（子供たちにとっては）「インターネット以前の世界」はすでに歴史、自分たちが体験したことのない過去のもの、になっているからである。）また学校の歴史教育として（生徒一同で）博物館などを訪問するということも行われ、これはかなり質の高い学びの時間となる。

## アメリカ
高等学校の学習科目になっている。

## 日本
日本の場合は、中学の段階ではわずかに教えるにとどまり、「科目」としては高等学校で設置される。1949年～1993年度は社会で、1994年度入学者以降は地理歴史の中に設定されている。

### 中学校での世界史学習
中学校では世界史に関する科目は独立して設置されていないが、社会の歴史的分野の中で世界史に関する内容についても触れる。
学習指導要領の目標では「我が国の歴史の大きな流れと各時代の特色を世界の歴史を背景に理解させ」るとしている。学習指導要領では世界史にかかわる内容として、世界の古代文明、東アジアとのかかわり、市民革命や産業革命を経た欧米諸国のアジアへの進出、近代日本の国際的地位の向上と大陸との関係、近現代の国際情勢などの内容を、日本史と関連させる形で学習することをねらっている。また、日本史と関連性の薄いものとして絶対王政や宗教改革なども学習する。

### 高等学校科目「世界史」
高等学校では、世界史に関連する科目が設置されている。
2018年3月に告示され2022年度第1学年より年度進行で実施される学習指導要領では、世界史に関連する科目は「歴史総合」（2単位）および「世界史探究」（3単位）の2科目が設定された。近現代史分野を中心に日本史と世界史を融合した「歴史総合」が必履修科目となり、歴史総合を履修したのちに履修する科目として通史学習にあたる「世界史探究」が選択科目として開設される。いずれの科目も、主体的・対話的で深い学び（アクティブ・ラーニング）を重視した課程が組まれることになる。世界史に関する内容は「歴史総合」の形で学ぶことになる。
1994年度から2021年度の入学者は、近現代史分野を学ぶ「世界史A」および通史を学ぶ「世界史B」のいずれか少なくとも1科目を、必履修科目として学習していた。

### 高等学校科目「世界史」の変遷
第二次世界大戦終戦後の学制改革に伴い、新制高等学校が発足した。新制高校での世界史に関する科目は、社会のもとに、1948年度に当初は東洋史と西洋史の2科目が設けられた。「東洋史」「西洋史」とも、ほかの科目とあわせて最低1科目が選択必修の扱いとなった。
「東洋史」「西洋史」の2科目は1949年に統合され、「世界史」となった。1950年代には、世界史は他分野の科目との選択必修扱いとなっていた。
1960年に告示された学習指導要領（1963年度第1学年から適用）では、基本的な内容を扱う「世界史A」・発展的な内容を扱う「世界史B」の2科目に分けられ、いずれか1科目が必修となった。
1970年告示の学習指導要領（1973年度第1学年から適用）で、再び世界史は1科目に統一され、日本史・地理および世界史の3分野（4科目）のうち2分野にわたって2科目が選択必修となった。
1978年告示・1982年度第1学年から適用の学習指導要領では、1年時に現代社会が必修となったことに伴い、世界史は2年次以降で学ぶ選択科目となった。
1989年告示の学習指導要領（1994年度第1学年から適用）で、高等学校社会科が再編され、従来の社会科は地理歴史と公民の2科目に分割された。それに伴い、従来は社会科に属していた世界史は、地理歴史科の科目として学習するようになった。
また1989年告示の学習指導要領から、世界史科目は近現代史を中心とする「世界史A」と、通史を学ぶ「世界史B」の2科目体制になり、この2科目のうちから1科目を選択して必ず履修することとなった。履修学年については指定されなかった。
世界史必修の背景として、中学校において地理については地理的分野で学習するが、歴史的分野については日本史が中心であり、中学高校を通じて世界史を通史を体系的に学ぶ機会が高校の段階にしか存在せず、中学高校を通じて、世界史、日本史、地理について概観できるようにするためであるとされる。
世界史の必履修、および世界史の科目構成は、1999年告示・2003年度第1学年から適用された学習指導要領、および2009年告示・2013年度第1学年から適用された学習指導要領においても、大枠が維持されて適用された。
2018年3月に告示され2022年度第1学年より年度進行で実施された学習指導要領では、地理歴史科発足以来の科目構成が大きく見直され、世界史に関する科目は「歴史総合」と「世界史探究」に再編された。うち「歴史総合」が必修となる。

### 日本の学校教育の「世界史」の諸課題
世界史未履修問題

必修課目なのに、実際には必履修とされている世界史を履修させていなかった高等学校が全国的に存在していたことが、2006年10月、報道機関や文部科学省の調査により明らかにされた。世界史の時間に英語や数学等、大学受験において重視される科目を重点的に教えていた高校もある。学校によっては、通知表等で「世界史」と書かれていても、実際には地理等の他の科目にすり替えられて開講されたケースもある。
内容の低さや古さの問題
日本の高等学校教育で設置されている科目「世界史」は「政治史」ばかりを強調して扱っている（やたらと権力者名や政権や王朝名のことばかりに焦点を当てて書いている）。経済史、技術史や科学史、文化史、精神史、宗教史、法制史などは、軽視されてしまっている、という問題がある。
日本の「世界史」の観点が時代遅れ、時代錯誤で、「国家史」にとどまっているという問題
山川出版社の教科書を著す東京大学教授・羽田正は、「現在の（日本の）「世界史」の見方は100年〜200年前と同じ。歴史学の根本にある世界観が19世紀のまま。歴史学も経済と同じで国家主義的である。」と語る。